# 大觀密寺

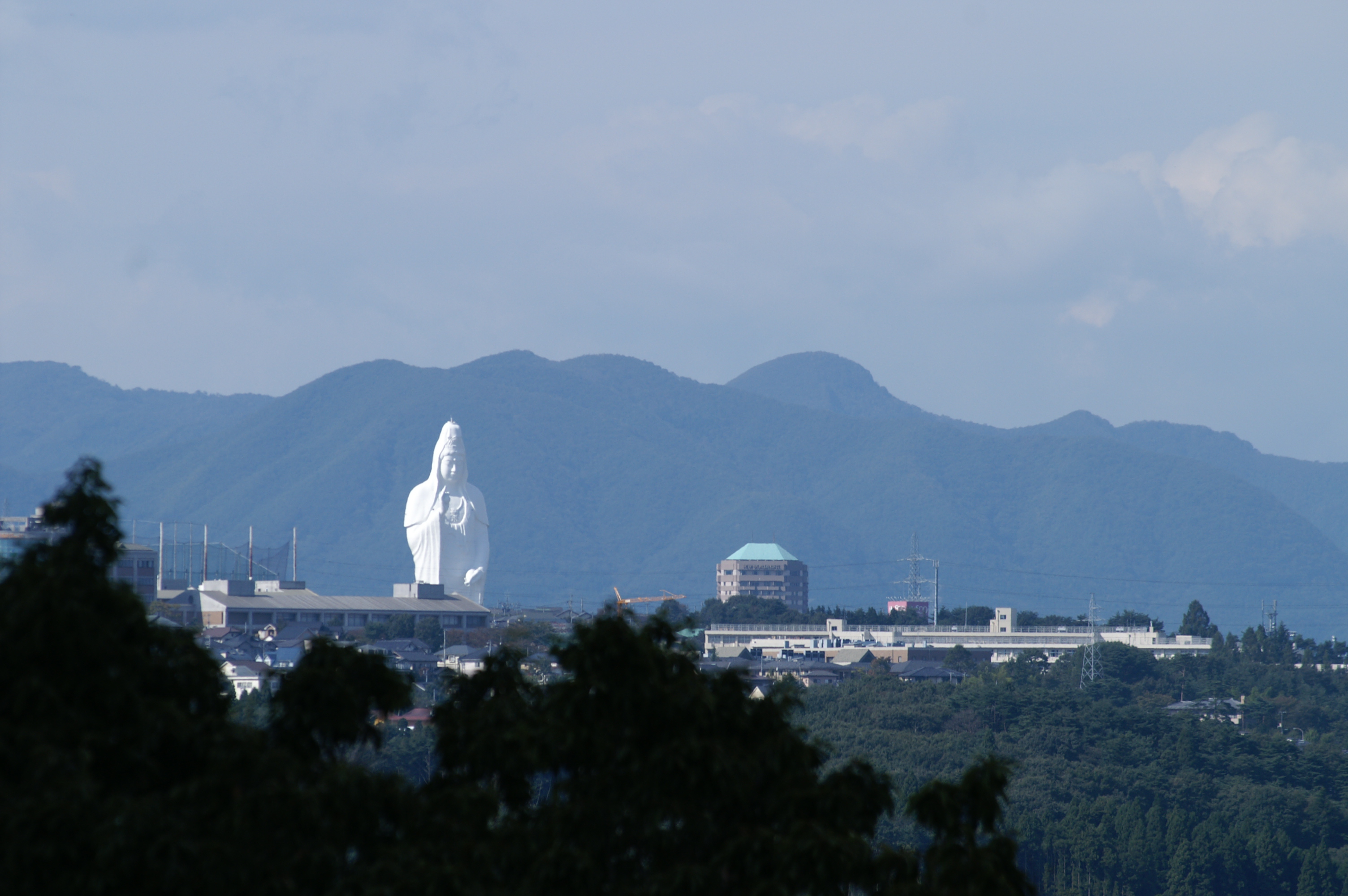
仙台大观音

大觀密寺（日語：大観密寺）位於宮城縣仙台市。是一座属于真言宗智山派的佛寺，其总寺院是位于京都东山的智積院。寺内有著名的仙台大觀音像。

## 仙台大觀音
仙台大觀音像，全稱仙台天道白衣大觀音。外表涂有白色的氟树脂漆。雕像高92米，包括基座在内离地100米，建成時為世界最高的雕像。数字100是爲了紀念1989年4月1日成为法令指定城市的仙台市成立100周年。地基深21米，祈盼在21世纪实现繁荣。手中净瓶直径为2米，长8米，據説可以装67吨水。雕像和周邊的其它建築相比顯得非常巨大，成爲仙台市的地標。